# 三道坝镇
三道坝镇，是中华人民共和国新疆维吾尔自治区乌鲁木齐市米东区下辖的一个乡镇级行政单位。

## 行政区划
三道坝镇下辖以下地区：
塔桥湾村、天生沟村、西村、东村、头道坝村、新庄子村、东滩村、大庄子村、二道坝村、上三道坝村、河南村、三道坝村、西阴沟村、四道坝村、杜家庄村、韩家庄村和皇工村。